# Dyjákovice
Dyjákovice (en allemand : Groß Tajax) est une commune du district de Znojmo, dans la région de Moravie-du-Sud, en République tchèque. Sa population s'élevait à 861 habitants en 2020.

## Géographie
Dyjákovice se trouve à la frontière autrichienne, à 10 km au sud-ouest de Hrušovany nad Jevišovkou, à 51 km à l'est-sud-est de Znojmo, à 53 km au sud-sud-ouest de Brno et à 199 km au sud-est de Prague.
La commune est limitée par Velký Karlov au nord, par Hevlín à l'est, par l'Autriche au sud, et par Hrádek à l'ouest.

## Histoire
La première mention écrite du village date de 1279.